# Grecja na Letnich Igrzyskach Olimpijskich 2012
Grecję na Letnich Igrzyskach Olimpijskich 2012 reprezentowało 102 zawodników: 65 mężczyzn i 37 kobiet. Reprezentacja Grecji brała udział we wszystkich dotychczas rozegranych letnich igrzyskach olimpijskich

## Zdobyte medale
| Medal | Zawodnik                               | Dyscyplina  | Konkurencja                         | Rezultat                                                   |
| ----- | -------------------------------------- | ----------- | ----------------------------------- | ---------------------------------------------------------- |
| Brąz  | Ilias Iliadis                          | Judo        | waga do 90 kg mężczyzn              | w walce o brązowy medal pokonał Brazylijczyka Tiago Camilo |
| Brąz  | Christina Jazidzidu, Aleksandra Tsiawu | Wioślarstwo | dwójka podwójna wagi lekkiej kobiet | 7:12,09 min                                                |

## Skład kadry

### Gimnastyka
Mężczyźni
| Zawodnik           | Konkurencje            | Konkurencje            | Konkurencje     | Konkurencje     | Konkurencje                 | Konkurencje                 | Konkurencje          | Konkurencje          | Konkurencje            | Konkurencje            | Konkurencje         | Konkurencje         | Konkurencje | Konkurencje | Konkurencje        | Konkurencje        |
| Zawodnik           | Wielobój indywidualnie | Wielobój indywidualnie | Ćwiczenia wolne | Ćwiczenia wolne | Ćwiczenia na koniu z łękami | Ćwiczenia na koniu z łękami | Ćwiczenia na kółkach | Ćwiczenia na kółkach | Ćwiczenia na poręczach | Ćwiczenia na poręczach | Ćwiczenia na drążku | Ćwiczenia na drążku | Skoki       | Skoki       | Wielobój drużynowy | Wielobój drużynowy |
| Zawodnik           | Wynik                  | Pozycja                | Wynik           | Pozycja         | Wynik                       | Pozycja                     | Wynik                | Pozycja              | Wynik                  | Pozycja                | Wynik               | Pozycja             | Wynik       | Pozycja     | Wynik              | Pozycja            |
| ------------------ | ---------------------- | ---------------------- | --------------- | --------------- | --------------------------- | --------------------------- | -------------------- | -------------------- | ---------------------- | ---------------------- | ------------------- | ------------------- | ----------- | ----------- | ------------------ | ------------------ |
| Vasilis Tsolakidis |                        |                        |                 |                 |                             |                             |                      |                      | 15,300                 | 6.                     |                     |                     |             |             |                    |                    |
| Vlasis Maras       |                        |                        |                 |                 |                             |                             |                      |                      | 13,400                 | 64.                    | 14,300              | 35.                 |             |             |                    |                    |

Kobiety
| Zawodniczka       | Wynik                  | Wynik                  | Wynik           | Wynik           | Wynik                  | Wynik                  | Wynik                   | Wynik                   | Wynik  | Wynik   | Wynik              | Wynik              |
| Zawodniczka       | Wielobój indywidualnie | Wielobój indywidualnie | Ćwiczenia wolne | Ćwiczenia wolne | Ćwiczenia na poręczach | Ćwiczenia na poręczach | Ćwiczenia na równoważni | Ćwiczenia na równoważni | Skoki  | Skoki   | Wielobój drużynowy | Wielobój drużynowy |
| Zawodniczka       | Wynik                  | Pozycja                | Wynik           | Pozycja         | Wynik                  | Pozycja                | Wynik                   | Pozycja                 | Wynik  | Pozycja | Wynik              | Pozycja            |
| ----------------- | ---------------------- | ---------------------- | --------------- | --------------- | ---------------------- | ---------------------- | ----------------------- | ----------------------- | ------ | ------- | ------------------ | ------------------ |
| Vasiliki Millousi | 53,524                 | 34.                    | 12,933          | 58.             | 13,425                 | 42.                    | 14,366                  | 18.                     | 12,800 | 74.     |                    |                    |

#### Gimnastyka artystyczna
| Zawodnik                                                                                          | Konkurencja | Eliminacje | Eliminacje | Finał            | Finał            |
| Zawodnik                                                                                          | Konkurencja | Wynik      | Pozycja    | Wynik            | Pozycja          |
| ------------------------------------------------------------------------------------------------- | ----------- | ---------- | ---------- | ---------------- | ---------------- |
| Eleni Doika Alexia Kyriazi Evdokia Loukagkou Stavroula Samara Vasileia Zachou Marianthi Zafeiriou | drużyny     | 51,875     | 9.         | → Nie awansowały | → Nie awansowały |

### Judo
Mężczyźni
| Zawodnik      | Konkurencja | 1/32             | 1/16                   | 1/8                      | Ćwierćfinał                | Półfinał         | Pierwsza runda repasaży | Walka o brązowy medal   | Finał            | Finał   |
| Zawodnik      | Konkurencja | Przeciwnik Wynik | Przeciwnik Wynik       | Przeciwnik Wynik         | Przeciwnik Wynik           | Przeciwnik Wynik | Przeciwnik Wynik        | Przeciwnik Wynik        | Przeciwnik Wynik | Pozycja |
| ------------- | ----------- | ---------------- | ---------------------- | ------------------------ | -------------------------- | ---------------- | ----------------------- | ----------------------- | ---------------- | ------- |
| Ilias Iliadis | −90 kg      |                  | Milan Randl 0111 -0002 | Karolis Bauža 0100 -0003 | Kiryłł Denisow 0000- '0020 | → Nie awansował  | Mark anthony 1000 -0000 | Tiago Camilo 0011 -0002 | → Nie awansował  | brąz    |

Kobiety
| Zawodniczka      | Konkurencja | 1/16                                | 1/8                 | Ćwierćfinał         | Półfinał            | Pierwsza runda repasaży | Półfinał repasaży   | Finał               | Finał   |
| Zawodniczka      | Konkurencja | Przeciwniczka Wynik                 | Przeciwniczka Wynik | Przeciwniczka Wynik | Przeciwniczka Wynik | Przeciwniczka Wynik     | Przeciwniczka Wynik | Przeciwniczka Wynik | Pozycja |
| ---------------- | ----------- | ----------------------------------- | ------------------- | ------------------- | ------------------- | ----------------------- | ------------------- | ------------------- | ------- |
| Julieta Bukuwala | – 57 kg     | Yurileidys Lupetey Cobas 0001- 0011 | → Nie awansowała    | → Nie awansowała    | → Nie awansowała    | → Nie awansowała        | → Nie awansowała    | → Nie awansowała    | 17.     |

### Kajakarstwo górskie
Mężczyźni
| Zawodnik           | Konkurencja | Eliminacje | Eliminacje | Eliminacje | Eliminacje | Eliminacje | Eliminacje | Półfinały       | Półfinały       | Finał           | Finał           | Pozycja |
| Zawodnik           | Konkurencja | P 1        | M.         | P 2        | M.         | Razem      | M.         | Czas            | Miejsce         | Czas            | Miejsce         | Pozycja |
| ------------------ | ----------- | ---------- | ---------- | ---------- | ---------- | ---------- | ---------- | --------------- | --------------- | --------------- | --------------- | ------- |
| Christos Tsakmakis | C-1         | 165,79     | 17.        | 105,22     | 13.        | 105,22     | 13.        | → Nie awansował | → Nie awansował | → Nie awansował | → Nie awansował | 13.     |

### Kolarstwo

#### Kolarstwo szosowe
| Zawodnik         | Konkurencja                    | Czas    | Pozycja |
| ---------------- | ------------------------------ | ------- | ------- |
| Joanis Tamuridis | wyścig ze startu wspólnego (m) | 5:58:24 | 110.    |

#### Kolarstwo górskie
| Zawodnik       | Konkurencja       | Czas    | Pozycja |
| -------------- | ----------------- | ------- | ------- |
| Periklis Ilias | cross-country (m) | 1:38:51 | 33.     |

#### Kolarstwo torowe
Sprint
| Zawodnik          | Konkurencja       | Kwalifikacje  | Runda 1           | Ćwierćfinały    | Półfinały       | Finał           | Finał           |
| Zawodnik          | Konkurencja       | Time Speed    | Przeciwnik Czas   | Przeciwnik Czas | Przeciwnik Czas | Przeciwnik Czas | Pozycja         |
| ----------------- | ----------------- | ------------- | ----------------- | --------------- | --------------- | --------------- | --------------- |
| Zafiris Wolikakis | indywidualnie (m) | 10,663 67,523 | Grégory Baugé DSQ | → Nie awansował | → Nie awansował | → Nie awansował | Dyskwalifikacja |

Keirin
| Zawodnik           | Konkurencja | Runda 1 | Repesaż | Runda 2 | Finał   |
| Zawodnik           | Konkurencja | Pozycja | Pozycja | Pozycja | Pozycja |
| ------------------ | ----------- | ------- | ------- | ------- | ------- |
| Christos Wolikakis | mężczyźni   | 6.      | 1.      | 6.      | 9.      |

### Lekkoatletyka
Mężczyźni
Konkurencje biegowe
| Zawodnik                   | Konkurencja        | Eliminacje | Eliminacje | Ćwierćfinał | Ćwierćfinał | Półfinał        | Półfinał        | Finał           | Finał           |
| Zawodnik                   | Konkurencja        | Wynik      | Miejsce    | Wynik       | Miejsce     | Wynik           | Miejsce         | Wynik           | Miejsce         |
| -------------------------- | ------------------ | ---------- | ---------- | ----------- | ----------- | --------------- | --------------- | --------------- | --------------- |
| Likurgos-Stefanos Tsakonas | 100 m              | 20,56      | 4.         |             |             | 20,52           | 5.              | → Nie awansował | → Nie awansował |
| Konstandinos Pulios        | maraton            |            |            |             |             |                 |                 | 2:33:17         | 80.             |
| Konstandinos Duwalidis     | 110 m przez płotki | 13,40      | 2.         |             |             | 13,77           | 7.              | → Nie awansował | → Nie awansował |
| Periklis Jakowakis         | 400 m przez płotki | 50,27      | 5.         |             |             | → Nie awansował | → Nie awansował | → Nie awansował | → Nie awansował |
| Aleksandros Papamichail    | chód 20 km         |            |            |             |             |                 |                 | 1:21:12         | 15.             |
| Aleksandros Papamichail    | chód 50 km         |            |            |             |             |                 |                 | 3:49:56         | 25.             |

Konkurencje techniczne
| Zawodnik                 | Konkurencja    | Kwalifikacje | Kwalifikacje | Finał           | Finał           |
| Zawodnik                 | Konkurencja    | Wynik        | Miejsce      | Wynik           | Miejsce         |
| ------------------------ | -------------- | ------------ | ------------ | --------------- | --------------- |
| Michail Stamatojanis     | pchnięcie kulą | 19,24        | 25.          | → Nie awansował | → Nie awansował |
| Luis Tsatumas            | skok w dal     | 7,53         | 29.          | → Nie awansował | → Nie awansował |
| Spiridon Lembesis        | rzut oszczepem | 82,40        | 5.           | 81,91           | 7.              |
| Aleksandros Papadimitriu | rzut młotem    | 67,19        | 37.          | → Nie awansował | → Nie awansował |
| Konstandinos Baniotis    | skok wzwyż     | 2,21         | 25.          | → Nie awansował | → Nie awansował |
| Konstandinos Filipidis   | skok o tyczce  | 5,60         | 3.           | 5,65            | 7.              |

Kobiety
Konkurencje biegowe
| Zawodnik           | Konkurencja | Eliminacje | Eliminacje | Ćwierćfinał | Ćwierćfinał | Półfinał         | Półfinał         | Finał            | Finał            |
| Zawodnik           | Konkurencja | Wynik      | Miejsce    | Wynik       | Miejsce     | Wynik            | Miejsce          | Wynik            | Miejsce          |
| ------------------ | ----------- | ---------- | ---------- | ----------- | ----------- | ---------------- | ---------------- | ---------------- | ---------------- |
| Maria Belimbasaki  | 100 m       | 11,63      | 6.         |             |             | → Nie awansowała | → Nie awansowała | → Nie awansowała | → Nie awansowała |
| Maria Belimbasaki  | 200 m       | 23,36      | 4.         |             |             | → Nie awansowała | → Nie awansowała | → Nie awansowała | → Nie awansowała |
| Eleni Filandra     | 800 m       | 2:02,29    | 3.         |             |             | 2:04,42          | 8.               | → Nie awansowała | → Nie awansowała |
| Konstantina Kefala | maraton     |            |            |             |             |                  |                  | 3:01:18          | 104.             |
| Despina Zapounidou | chód 20 km  |            |            |             |             |                  |                  | 1:35:19          | 44.              |

Konkurencje techniczne
| Zawodniczka          | Konkurencja    | Kwalifikacje | Kwalifikacje | Finał            | Finał            |
| Zawodniczka          | Konkurencja    | Wynik        | Miejsce      | Wynik            | Miejsce          |
| -------------------- | -------------- | ------------ | ------------ | ---------------- | ---------------- |
| Antonia Stergiou     | skok wzwyż     | 1,93         | 13.          | → Nie awansowała | → Nie awansowała |
| Sawa Lika            | rzut oszczepem | 57,06        | 27.          | → Nie awansowała | → Nie awansowała |
| Stélla-Iró Ledáki    | skok o tyczce  | 4,50         | 13.          | → Nie awansowała | → Nie awansowała |
| Nikoleta Kiriakopulu | skok o tyczce  | 4,25         | 19.          | → Nie awansowała | → Nie awansowała |
| Katerina Stefanidi   | skok o tyczce  | 4,25         | 24.          | → Nie awansowała | → Nie awansowała |
| Niki Paneta          | trójskok       | 13,66        | 24.          | → Nie awansowała | → Nie awansowała |
| Atanasia Pera        | trójskok       | 11,93        | 33.          | → Nie awansowała | → Nie awansowała |

| Zawodniczka    | Konkurencja | Konkurencja                | Wyniki  | Punkty | Miejsce |
| -------------- | ----------- | -------------------------- | ------- | ------ | ------- |
| Sofia Ifandidu | siedmiobój  | bieg na 100 m przez płotki | 13,82   | 1004   | 29.     |
| Sofia Ifandidu | siedmiobój  | skok wzwyż                 | 1,68    | 830    | 34.     |
| Sofia Ifandidu | siedmiobój  | pchnięcie kulą             | 12,96   | 725    | 34.     |
| Sofia Ifandidu | siedmiobój  | bieg 200 m                 | 25,91   | 805    | 36.     |
| Sofia Ifandidu | siedmiobój  | skok w dal                 | 5,81    | 792    | 28.     |
| Sofia Ifandidu | siedmiobój  | rzut oszczepem             | 56,96   | 995    | 1.      |
| Sofia Ifandidu | siedmiobój  | bieg na 800 m              | 2:22,03 | 796    | 28.     |
| Sofia Ifandidu | siedmiobój  | Finał                      |         | 5947   | 24.     |

### Łucznictwo
| Zawodnik        | Konkurencja       | Runda rankingowa | Runda rankingowa | 1/32               | 1/16             | 1/8              | Ćwierćfinały     | Półfinały        | Finał            | Finał   |
| Zawodnik        | Konkurencja       | Wynik            | Seed             | Przeciwnik Wynik   | Przeciwnik Wynik | Przeciwnik Wynik | Przeciwnik Wynik | Przeciwnik Wynik | Przeciwnik Wynik | Pozycja |
| --------------- | ----------------- | ---------------- | ---------------- | ------------------ | ---------------- | ---------------- | ---------------- | ---------------- | ---------------- | ------- |
| Ewangelia Psara | indywidualnie (k) | 636              | 43.              | Bombayala Devi 4-6 | → Nie awansowała | → Nie awansowała | → Nie awansowała | → Nie awansowała | → Nie awansowała | 33.     |

### Piłka wodna
Turniej mężczyzn
- Reprezentacja mężczyzn

| - Nikolaos Delijanis - Emmanouil Mylonakis - Andreas Miralis - Konstantinos Kokkinakis - Theodoros Khatzitheodorou - Argyris Theodoropoulos - Khristos Afroudakis |  | - Vangelis Delakas - Georgios Afroudakis - Giannis Fountoulis - Kostas Mourikis - Manthos Voulgarakis - Filippos Karampetsos |

Reprezentacja Grecji brała udział w rozgrywkach grupy A turnieju olimpijskiego wygrywając jeden mecz, jeden remisując i trzy przegrywając. Zajęła w swojej grupie 5. miejsce i nie awansowała do ćwierćfinału. W ostatecznej klasyfikacji zajęła 9. miejsce.
Grupa A
| Drużyna    | M | W | R | P | G+ | G- | G=  | Pkt |
| ---------- | - | - | - | - | -- | -- | --- | --- |
| Chorwacja  | 5 | 5 | 0 | 0 | 50 | 29 | 21  | 10  |
| Włochy     | 5 | 3 | 1 | 1 | 40 | 36 | 4   | 7   |
| Hiszpania  | 5 | 3 | 0 | 2 | 52 | 42 | 10  | 6   |
| Australia  | 5 | 2 | 0 | 3 | 40 | 44 | −4  | 4   |
| Grecja     | 5 | 1 | 1 | 3 | 41 | 43 | −2  | 3   |
| Kazachstan | 5 | 0 | 0 | 5 | 24 | 53 | −29 | 0   |

Wyniki
29 lipca 2012
| Grecja | 6:8 | Chorwacja |

31 lipca 2012
| Grecja | 7:7 | Włochy |

2 sierpnia 2012
| Kazachstan | 4:11 | Grecja |

4 sierpnia 2012
| Grecja | 9:11 | Hiszpania |

6 sierpnia 2012
| Grecja | 8:13 | Australia |

### Pływanie
Mężczyźni
| Zawodnik              | Konkurencja       | Eliminacje | Eliminacje | Półfinał        | Półfinał        | Finał           | Finał           |
| Zawodnik              | Konkurencja       | Czas       | Miejsce    | Czas            | Miejsce         | Czas            | Miejsce         |
| --------------------- | ----------------- | ---------- | ---------- | --------------- | --------------- | --------------- | --------------- |
| Janis Kalargaris      | 50 m dowolnym     | 22,80      | 30.        | → Nie awansował | → Nie awansował | → Nie awansował | → Nie awansował |
| Kristian Gkolomeev    | 100 m dowolnym    | 50,08      | 31.        | → Nie awansował | → Nie awansował | → Nie awansował | → Nie awansował |
| Aristidis Grigoriadis | 100 m grzbietowym | 54,52      | 17.        | 54,20           | 14.             | → Nie awansował | → Nie awansował |
| Panajotis Samilidis   | 100 m klasycznym  | 1:01,20    | 22.        | → Nie awansował | → Nie awansował | → Nie awansował | → Nie awansował |
| Panajotis Samilidis   | 200 m klasycznym  | 2:14,82    | 27.        | → Nie awansował | → Nie awansował | → Nie awansował | → Nie awansował |
| Stefanos Dimitriadis  | 100 m motylkowym  | 54,20      | 41.        | → Nie awansował | → Nie awansował | → Nie awansował | → Nie awansował |
| Stefanos Dimitriadis  | 200 m motylkowym  | 1:58,79    | 23.        | → Nie awansował | → Nie awansował | → Nie awansował | → Nie awansował |
| Janis Drimonakos      | 200 m motylkowym  | 1:56,97    | 16.        | 1:58,05         | 15.             | → Nie awansował | → Nie awansował |
| Janis Drimonakos      | 400 m zmiennym    | 4:17,04    | 17.        |                 |                 | → Nie awansował | → Nie awansował |
| Andreas Vazaios       | 200 m zmiennym    | 2:01,23    | 26.        | → Nie awansował | → Nie awansował | → Nie awansował | → Nie awansował |
| Spiridon Janiotis     | 10 km             |            |            |                 |                 | 1:50:05,3       | 4.              |

Kobiety
| Zawodniczka                                                            | Konkurencja        | Eliminacje | Eliminacje | Półfinał         | Półfinał         | Finał            | Finał            |
| Zawodniczka                                                            | Konkurencja        | Czas       | Miejsce    | Czas             | Miejsce          | Czas             | Miejsce          |
| ---------------------------------------------------------------------- | ------------------ | ---------- | ---------- | ---------------- | ---------------- | ---------------- | ---------------- |
| Nery Mantey Niangouara                                                 | 100 m dowolnym     | 56,63      | 32.        | → Nie awansowała | → Nie awansowała | → Nie awansowała | → Nie awansowała |
| Nery Mantey Niangouara                                                 | 50 m dowolnym      | 25,40      | 21.        | → Nie awansował  | → Nie awansował  | → Nie awansował  | → Nie awansował  |
| Theodora Drakou                                                        | 50 m dowolnym      | 25,13      | 13.        | 25,28            | 16.              | → Nie awansował  | → Nie awansował  |
| Kristel Vourna                                                         | 100 m motylkowym   | 58,74      | 16.        | 58,31            | 16.              | → Nie awansowała | → Nie awansowała |
| Marianna Lymperta                                                      | 10 km              |            |            |                  |                  | 2:04:26,5        | 22.              |
| Theodora Drakou Nery Mantey Niangouara Theodora Giareni Kristel Vourna | 4 × 100 m dowolnym | 3:45,55    | 16.        |                  |                  | → Nie awansowały | → Nie awansowały |

### Pływanie synchroniczne
| Zawodnik                              | Konkurencja | Eliminacje                    | Eliminacje                    | Eliminacje                 | Eliminacje                 | Eliminacje         | Eliminacje         | Finał  | Finał   |
| Zawodnik                              | Konkurencja | Eliminacje – runda techniczna | Eliminacje – runda techniczna | Eliminacje – runda dowolna | Eliminacje – runda dowolna | Eliminacje – Razem | Eliminacje – Razem | Finał  | Finał   |
| Zawodnik                              | Konkurencja | Punkty                        | Miejsce                       | Punkty                     | Miejsce                    | Punkty             | Miejsce            | Punkty | Miejsce |
| Evangelia Platanioti Despoina Solomou | Duety       | 89,200                        | 8.                            | 88,840                     | 8.                         | 178,040            | 8.                 | 89,360 | 8.      |

### Podnoszenie ciężarów
Mężczyźni
| Zawodnik          | Konkurencja | Rwanie | Rwanie  | Podrzut | Podrzut | Razem  | Pozycja |
| Zawodnik          | Konkurencja | Wynik  | Pozycja | Wynik   | Pozycja | Razem  | Pozycja |
| ----------------- | ----------- | ------ | ------- | ------- | ------- | ------ | ------- |
| Dawid Kawelaswili | −94 kg      | 170 kg | 10.     | 200 kg  | 13.     | 370 kg | 13.     |

### Siatkówka

#### Siatkówka plażowa
Kobiety
| Zawodniczka                         | Konkurencja | Faza grupowa                                  | Faza grupowa                                              | Faza grupowa                         | Pozycja | 1/8              | Ćwierćfinały     | Półfinały        | Finał            | Finał   |
| Zawodniczka                         | Konkurencja | Przeciwnik Wynik                              | Przeciwnik Wynik                                          | Przeciwnik Wynik                     | Pozycja | Przeciwnik Wynik | Przeciwnik Wynik | Przeciwnik Wynik | Przeciwnik Wynik | Pozycja |
| ----------------------------------- | ----------- | --------------------------------------------- | --------------------------------------------------------- | ------------------------------------ | ------- | ---------------- | ---------------- | ---------------- | ---------------- | ------- |
| Wasiliki Arwaniti Maria Tsiartsiani | kobiety     | Simone Kuhn Nadine Zumkehr 0:2 (13:21, 19:21) | Anastasija Wasina Anna Wozakowa 2:1 (18:21, 21:13, 15:12) | Xue Chen Zhang Xi 0:2 (17:21, 16;21) | 4       | → Nie awansowały | → Nie awansowały | → Nie awansowały | → Nie awansowały | 19.     |

### Skoki do wody
Mężczyźni
| Zawodnik            | Konkurencja                  | Preeliminacje | Preeliminacje | Półfinał        | Półfinał        | Finał           | Finał           |
| Zawodnik            | Konkurencja                  | Punkty        | Miejsce       | Punkty          | Miejsce         | Punkty          | Miejsce         |
| ------------------- | ---------------------------- | ------------- | ------------- | --------------- | --------------- | --------------- | --------------- |
| Stefanos Paparounas | trampolina 3 m indywidualnie | 366,10        | 26.           | → Nie awansował | → Nie awansował | → Nie awansował | → Nie awansował |

### Strzelectwo
Mężczyźni
| Zawodnik             | Konkurencja | Kwalifikacje | Kwalifikacje | Finał           | Finał           |
| Zawodnik             | Konkurencja | Wynik        | Pozycja      | Wynik           | Pozycja         |
| -------------------- | ----------- | ------------ | ------------ | --------------- | --------------- |
| Nikolaos Mavrommatis | skeet       | 119          | 9.           | → Nie awansował | → Nie awansował |
| Efthimios Mitas      | skeet       | 114          | 25.          | → Nie awansował | → Nie awansował |

Kobiety
| Zawodnik     | Konkurencja | Kwalifikacje | Kwalifikacje | Finał            | Finał            |
| Zawodnik     | Konkurencja | Wynik        | Pozycja      | Wynik            | Pozycja          |
| ------------ | ----------- | ------------ | ------------ | ---------------- | ---------------- |
| Athina Douka | ppn 40      | 369          | 42.          | → Nie awansowała | → Nie awansowała |

### Szermierka
Kobiety
| Zawodnik        | Konkurencja          | 1/16                      | 1/8                   | Ćwierćfinały      | Półfinały        | Finał            | Finał   |
| Zawodnik        | Konkurencja          | Przeciwnik Wynik          | Przeciwnik Wynik      | Przeciwnik Wynik  | Przeciwnik Wynik | Przeciwnik Wynik | Pozycja |
| --------------- | -------------------- | ------------------------- | --------------------- | ----------------- | ---------------- | ---------------- | ------- |
| Wasiliki Wujuka | szabla indywidualnie | Louise Bond-Williams 15-8 | Aleksandra Socha 15-7 | Kim Ji-yeon 12-15 | → Nie awansowała | → Nie awansowała | 5.      |

### Taekwondo
Mężczyźni
| Zawodnik               | Konkurencja | 1/8                 | Ćwierćfinał      | Półfinał         | Repesaż 1        | Repesaż 2        | Finał            | Finał   |
| Zawodnik               | Konkurencja | Przeciwnik Wynik    | Przeciwnik Wynik | Przeciwnik Wynik | Przeciwnik Wynik | Przeciwnik Wynik | Przeciwnik Wynik | Pozycja |
| ---------------------- | ----------- | ------------------- | ---------------- | ---------------- | ---------------- | ---------------- | ---------------- | ------- |
| Aleksandros Nikolaidis | +80 kg      | Bahri Tanrıkulu 3-7 | → Nie awansował  | → Nie awansował  | → Nie awansował  | → Nie awansował  | → Nie awansował  | 11.     |

### Tenis stołowy
| Zawodnik          | Konkurencja        | Eliminacje       | Runda 1          | Runda 2                                              | Runda 3                                                         | 1/8 finału       | Ćwierćfinały     | Półfinały        | Finał            | Finał   |
| Zawodnik          | Konkurencja        | Przeciwnik Wynik | Przeciwnik Wynik | Przeciwnik Wynik                                     | Przeciwnik Wynik                                                | Przeciwnik Wynik | Przeciwnik Wynik | Przeciwnik Wynik | Przeciwnik Wynik | Pozycja |
| ----------------- | ------------------ | ---------------- | ---------------- | ---------------------------------------------------- | --------------------------------------------------------------- | ---------------- | ---------------- | ---------------- | ---------------- | ------- |
| Panagiotis Gionis | gra pojedyncza (m) |                  |                  | Omar Assar 4-0 (11:5, 11:9, 11:7, 11:9)              | Seiya Kishikawa 3-4 (7:11, 11:7, 9:11, 11:8, 7:11, 11:8, 10:12) | → Nie awansował  | → Nie awansował  | → Nie awansował  | → Nie awansował  | 17.     |
| Kalinikos Kreanga | gra pojedyncza (m) |                  |                  | Jean-Michel Saive 4-1 (5:11, 11:3, 11:9, 11:7, 11:8) | Michael Maze 1-4 (10:12, 6:11, 8:11, 11:8, 3:11)                | → Nie awansował  | → Nie awansował  | → Nie awansował  | → Nie awansował  | 17.     |

### Wioślarstwo
Mężczyźni
| Zawodnik                                                       | Konkurencja | Eliminacje | Eliminacje | Repesaż | Repesaż | Ćwierćfinały | Ćwierćfinały | Półfinały C/D | Półfinały C/D | Półfinały A/B | Półfinały A/B | Finał C/D | Finał C/D | Finał A/B | Finał A/B | Miejsce |
| Zawodnik                                                       | Konkurencja | Czas       | M.         | Czas    | M.      | Czas         | M.           | Czas          | M.            | Czas          | M.            | Czas      | M.        | Czas      | M.        | Miejsce |
| -------------------------------------------------------------- | ----------- | ---------- | ---------- | ------- | ------- | ------------ | ------------ | ------------- | ------------- | ------------- | ------------- | --------- | --------- | --------- | --------- | ------- |
| Nikolaos Gundulas Apostolos Gundulas                           | M2-         | 6:21,46    | 3.         |         |         |              |              |               |               | 7:07,15       | 5.            |           |           | 6:53,69   | 3.(B)     | 9.      |
| Janis Christu Sterjos Papachristos Janis Tsilis Jorgos Dzialas | LM4-        | 5:57,71    | 3.         |         |         |              |              |               |               | 6:02,61       | 2.            |           |           | 6:11,43   | 4.(A)     | 4.      |
| Elefterios Konsolas Panajotis Magdanis                         | LM2x        | 6:42,13    | 5.         | 6:31,13 | 1.      |              |              |               |               | 6:40,89       | 4.            |           |           | 6:31,71   | 2.(B)     | 8.      |

Kobiety
| Zawodnik                              | Konkurencja | Eliminacje | Eliminacje | Repesaż | Repesaż | Ćwierćfinały | Ćwierćfinały | Półfinały C/D | Półfinały C/D | Półfinały A/B | Półfinały A/B | Finał C/D | Finał C/D | Finał A/B | Finał A/B | Miejsce |
| Zawodnik                              | Konkurencja | Czas       | M.         | Czas    | M.      | Czas         | M.           | Czas          | M.            | Czas          | M.            | Czas      | M.        | Czas      | M.        | Miejsce |
| ------------------------------------- | ----------- | ---------- | ---------- | ------- | ------- | ------------ | ------------ | ------------- | ------------- | ------------- | ------------- | --------- | --------- | --------- | --------- | ------- |
| Christina Jazidzidu Aleksandra Tsiawu | LW2x        | 7:03,66    | 1.         |         |         |              |              |               |               | 7:09,01       | 2.            |           |           | 7:12,09   | 3.(A)     | brąz    |

### Zapasy
Mężczyźni – styl wolny
| Zawodnik       | Konkurencja | Kwalifikacje     | 1/8                | Ćwierćfinał      | Półfinał         | Repesaż 1        | Repesaż 2        | Finał            | Finał   |
| Zawodnik       | Konkurencja | Przeciwnik Wynik | Przeciwnik Wynik   | Przeciwnik Wynik | Przeciwnik Wynik | Przeciwnik Wynik | Przeciwnik Wynik | Przeciwnik Wynik | Pozycja |
| -------------- | ----------- | ---------------- | ------------------ | ---------------- | ---------------- | ---------------- | ---------------- | ---------------- | ------- |
| Oleng Motsalin | −74 kg      |                  | Sosłan Tigijew 0-4 | → Nie awansował  | → Nie awansował  | → Nie awansował  | → Nie awansował  | → Nie awansował  | 17.     |

Kobiety – styl wolny
| Zawodnik          | Konkurencja | Kwalifikacje     | 1/8                   | Ćwierćfinał      | Półfinał         | Repesaż 1        | Repesaż 2        | Finał            | Finał   |
| Zawodnik          | Konkurencja | Przeciwnik Wynik | Przeciwnik Wynik      | Przeciwnik Wynik | Przeciwnik Wynik | Przeciwnik Wynik | Przeciwnik Wynik | Przeciwnik Wynik | Pozycja |
| ----------------- | ----------- | ---------------- | --------------------- | ---------------- | ---------------- | ---------------- | ---------------- | ---------------- | ------- |
| Maria Prewolaraki | −55 kg      |                  | Julija Ratkiewicz 0-3 | → Nie awansowała | → Nie awansowała | → Nie awansowała | → Nie awansowała | → Nie awansowała | 15.     |

### Żeglarstwo
Kobiety
| Zawodnik          | Konkurencja  | Wyścig | Wyścig | Wyścig | Wyścig | Wyścig | Wyścig | Wyścig | Wyścig | Wyścig | Wyścig | Wyścig | Punkty | Finałowa pozycja |
| Zawodnik          | Konkurencja  | 1      | 2      | 3      | 4      | 5      | 6      | 7      | 8      | 9      | 10     | M*     | Punkty | Finałowa pozycja |
| ----------------- | ------------ | ------ | ------ | ------ | ------ | ------ | ------ | ------ | ------ | ------ | ------ | ------ | ------ | ---------------- |
| Angeliki Skarlatu | RS:X         | 14     | 12     | 21     | 11     | 19     | 16     | 19     | 27     | 15     | 7      |        | 134    | 16.              |
| Ana Agrafioti     | Laser Radial | 28     | 29     | 30     | 32     | 34     | 34     | 15     | 34     | 23     | 32     |        | 257    | 33.              |

Mężczyźni
| Zawodnik                                | Konkurencja | Wyścig | Wyścig | Wyścig | Wyścig | Wyścig | Wyścig | Wyścig | Wyścig | Wyścig | Wyścig | Wyścig | Punkty | Finałowa pozycja |
| Zawodnik                                | Konkurencja | 1      | 2      | 3      | 4      | 5      | 6      | 7      | 8      | 9      | 10     | M*     | Punkty | Finałowa pozycja |
| --------------------------------------- | ----------- | ------ | ------ | ------ | ------ | ------ | ------ | ------ | ------ | ------ | ------ | ------ | ------ | ---------------- |
| Biron Kokalanis                         | RS:X        | 4      | 11     | 6      | 2      | 16     | 15     | 3      | 11     | 4      | 9      | 12     | 77     | 6.               |
| Wangelis Chimonas                       | Laser       | 13     | 19     | 21     | 41     | 50     | 33     | 15     | 30     | 15     | 19     |        | 206    | 26.              |
| Janis Mitakis                           | Finn        | 4      | 21     | 10     | 8      | 25     | 10     | 20     | 19     | 7      | 9      |        | 108    | 14.              |
| Emilios Papatanasiu Andonis Tsotras     | Star        | 3      | 16     | 7      | 12     | 7      | 15     | 17     | 17     | 17     | 12     |        | 106    | 14.              |
| Panajotis Kamburidis Statis Papadopulos | 470         | 14     | 7      | 20     | 15     | 18     | 28     | 27     | 19     | 8      | 20     |        | 148    | 19.              |

Open
| Zawodnik                        | Konkurencja | Wyścig | Wyścig | Wyścig | Wyścig | Wyścig | Wyścig | Wyścig | Wyścig | Wyścig | Wyścig | Wyścig | Wyścig | Wyścig | Wyścig | Wyścig | Wyścig | Punkty | Finałowa pozycja |
| Zawodnik                        | Konkurencja | 1      | 2      | 3      | 4      | 5      | 6      | 7      | 8      | 9      | 10     | 11     | 12     | 13     | 14     | 15     | M*     | Punkty | Finałowa pozycja |
| ------------------------------- | ----------- | ------ | ------ | ------ | ------ | ------ | ------ | ------ | ------ | ------ | ------ | ------ | ------ | ------ | ------ | ------ | ------ | ------ | ---------------- |
| Dionysios Dimou Mike Pateniotis | 49er        | 18     | 20     | 19     | 16     | 19     | 20     | 19     | 17     | 20     | 19     | 18     | 16     | 16     | 20     | 5      |        | 242    | 20.              |

M=Wyścig medalowy